# 서아제르바이잔주

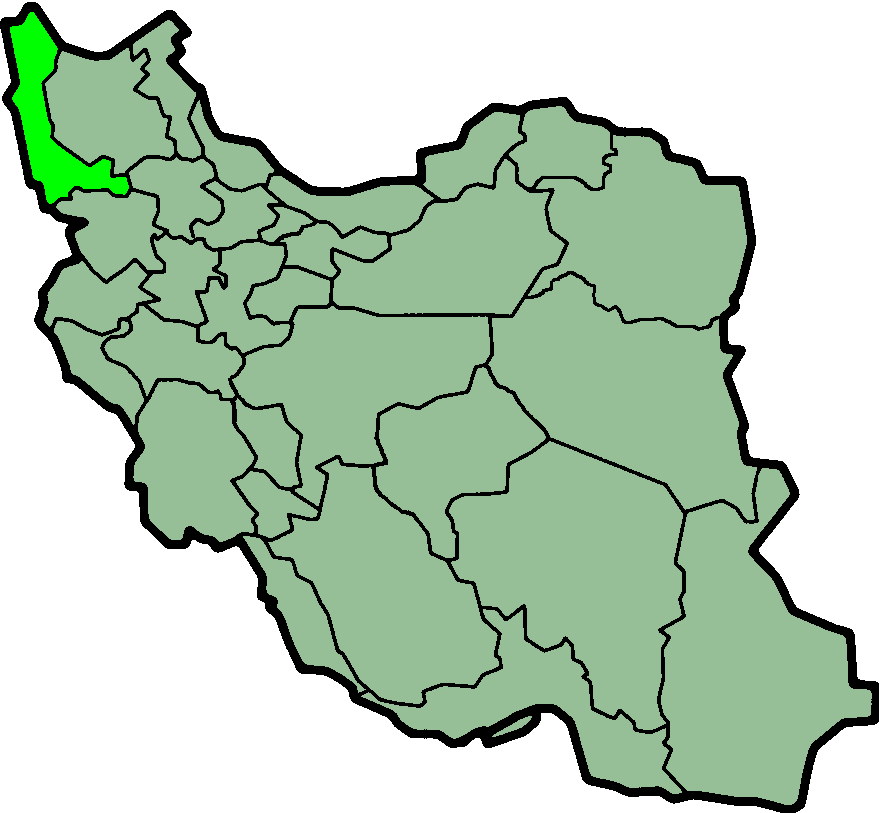
서아제르바이잔주

서아제르바이잔주(페르시아어: آذربایجان غربی 아제리어: Qərbi Azərbaycan)는 이란의 주이다. 면적은 37,437km2이고, 인구는 2,949,426명, 인구밀도는 78.8/km3이다. 주도 오루미예.

## 명칭
'아자르바이잔에가르비주'의 '에가르비'(페르시아어: غربی)는 페르시아어로 '서쪽'이라는 뜻이다. 그러므로 뜻은 '서(西) 아제르바이잔 주'가 된다.

## 위치
북쪽에는 아제르바이잔의 고립영토인 나히체반과 아르메니아, 동쪽에는 동아제르바이잔주, 서쪽에는 튀르키예와 이라크, 남쪽에는 코르데스탄주, 동남쪽에는 잔잔주와 접하고 있다.

## 인구
| 연도 | 인구      | ±%     |
| ---- | --------- | ------ |
| 1956 | 721,136   | —      |
| 1966 | 1,087,182 | +50.8% |
| 1986 | 1,971,677 | +81.4% |
| 2006 | 2,873,459 | +45.7% |
| 2011 | 3,080,576 | +7.2%  |
| 2016 | 3,265,219 | +6.0%  |

| 연도    | 인구      | ±% p.a. |
| ------- | --------- | ------- |
| 1996    | 2,496,320 | —       |
| 2006    | 2,873,459 | +1.42%  |
| 2011    | 3,080,576 | +1.40%  |
| 2016    | 3,265,219 | +1.17%  |
| source: |           |         |